# Лепосава Петровић
Лепосава Петровић, рођ. Дугалић, надимак Лепа (Љубовија, 2. фебруар 1904 – Београд, 19. новембар 1985) је била глумица Народног позоришта у Београду.

## Биографија
Лепосава Петровић је 1923. године завршила Глумачко-балетску школу у Београду и заједно са Даром Милошевић, Миланом Ајвазом Бориславом Михаиловићем и Матом Милошевићем чини прву генерацију глумаца њених полазника. Сестра је глумице Десе Дугалић.
По завршеној школи ступа одмах у ансамбл Народног позоришта у Београду, на чијој је сцени остварила низ запажених улога.

## Улоге
- Филета - Максим Црнојевић, Лаза Костић;
- Анријета - Две сиротице, Адолф Денери и Ежен Кормон;
- Агафја - Женидба, Николај Васиљевич Гогољ;
- Јелица - Лажа и паралажа, Јован Стерија Поповић;
- Нера - Подвала, Милован Глишић;
- Гроздана - Наход, Бранислав Нушић;
- Мелка - Биједна Мара, Нико Бартуловић;
- Џесика -Млетачки трговац, Вилијам Шекспир;
- Ема - Матура, Фодор Ласло;
- Гђа Елтон - Дубоко плаво море, Теренс Ретиген;
- Ленка - Нечиста крв, Бора Станковић;
- Ђузепина - Тетовирана ружа, Тенеси Вилијамс;
- Белиза - Учене жене, Молијер и др.[3]